# Voyria
Genre
Classification APG III (2009)
Synonymes
selon tropicos :
- Biglandularia H. Karst.
- Disadena Miq.
- Leianthostemon (Griseb.) Miq.
- Leiphaimos Schltdl. & Cham.
- Leiphaimos sect. Disadena (Miq.) Gilg
- Leiphaimos sect. Euleiphaimos Gilg
- Leiphaimos sect. Leianthostemon (Griseb.) Gilg
- Leiphaimos sect. Leiphaimos
- Leiphaimos sect. Pneumonanthopsis (Griseb.) Gilg
- Leiphaimos sect. Rhopalopsis (Progel) Gilg
- Lita Schreb.
- Pneumonanthopsis (Griseb.) Miq.
- Voyria sect. Disadena (Miq.) Progel
- Voyria sect. Leianthostemon Griseb.
- Voyria sect. Leiphaimos (Schltdl. & Cham.) Griseb.
- Voyria sect. Lita (Schreb.) Griseb.
- Voyria sect. Pneumonanthopsis Griseb.[1]

selon GBIF :
- Biglandularia H.Karst.
- Ciminalis Raf.
- Disadena Miq.
- Leianthostemon Miq.
- Leiphaimos Schltdl. & Cham.
- Lita Schreb.
- Pneumonanthopsis Miq.[2]

Voyria est un genre de plantes herbacées mycohétérotrophes sud-américaines et africaines, appartenant à la famille des Gentianaceae, dont l'espèce type est Voyria caerulea Aubl., et comptant entre 25 et 50 espèces.

## Description
Voyria est un genre d'herbacées saprophytes/parasites à tiges terreuses.
Les feuilles non-chlorophyllienne, sont petites réduites à des écailles, dépourvues de pétioles, à limbe non amplexicaules.
Les inflorescences sont terminales, solitaires ou en cyme bipare, avec un nombre de fleurs plus ou moins important (dichasium).
Les fleurs sont actinomorphes, de symétrie (4)5(6), à calice tubulaire, à corolle en plateau, généralement marcescente, et avec l'ovaire parfois doté de glandes.
Le fruit est une capsules indéhiscente ou à déhiscence septicide.
Les graines sont subglobuleuses ou filiformes,,.

## Répartition
À l'esception de Voyria primuloides présent en Afrique (Sierra Leone, Liberia, Côte d'Ivoire, Cameroun, Guinée équatoriale, Gabon, république du Congo), toutes les espèces sont néotropicales, diversement réparties du sud de la Floride au Brésil en passant par les Caraïbes et l'Amérique centrale.

## Protologue

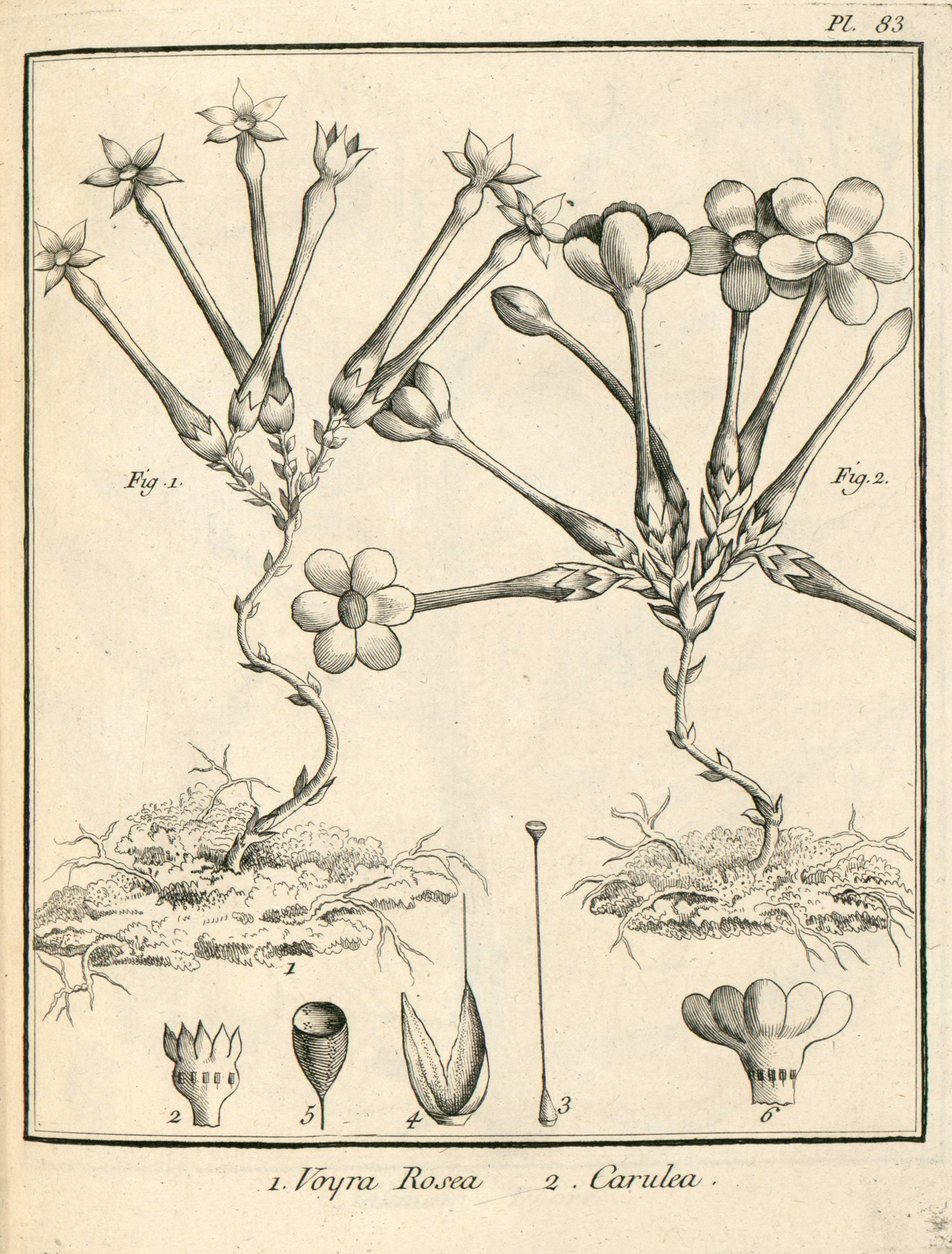
Voyria rosea (Fig. 1.) et Voyria caerulea (Fig. 2.) par Aublet (1775) :
Planche 83. - Fig. 1. Voyria rosea - 1. Tubercule. - 2. Corolle ouverte. Étamines. - 3. Diſque. Ovaire. Style. Stigmate. - 4. Capſule ouverte en deux valves. - 5. Capſule coupée en travers, dans laquelle on voit quatre rangs de ſemences. - Fig. 2. Voyria caerulea - 6. Corolle ouverte. Étamines.

En 1775, le botaniste Aublet propose le protologue suivant : 
« VOYRIA. (Tabula 83. Fig. 1.)
CAL. Perianthium monophyllum, turbinatum, quinquedentatum, ad baſim ſquamulis tribus munitum. 
COR. monopetala, hypocrateriformis ; tubus longus, baſi & apice ventricoſus, diſco piſtilli inſertus, limbus quinquefidus, patens. 
STAM. Filamenta quinque, breviſſima, fauci tubi inſerta; Antheræ oblongæ, ſulcatæ, biloculares. 
VIST. Germen conicum. Stylus longitudine tubi corollæ. Stigma capitatum, obtufum, concavum. 
PER. Capsula oblonga, unilocularis, bivalvis. 

SEM. numeroſa, minutiſſima, marginibus valvularum affixa. »
— Fusée-Aublet, 1775.

## Galerie

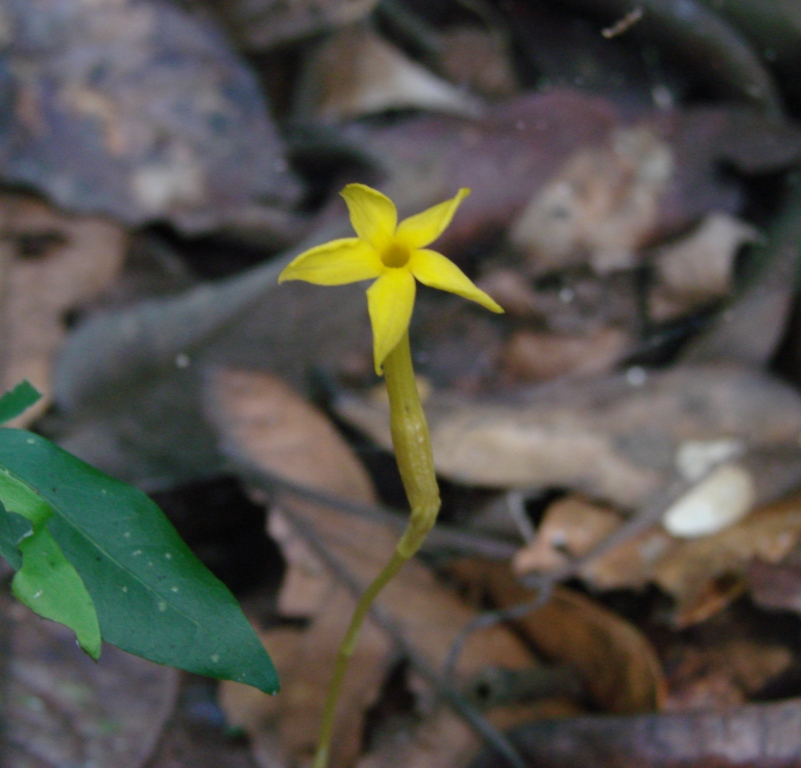
Voyria aphylla (Jacq.) Pers.
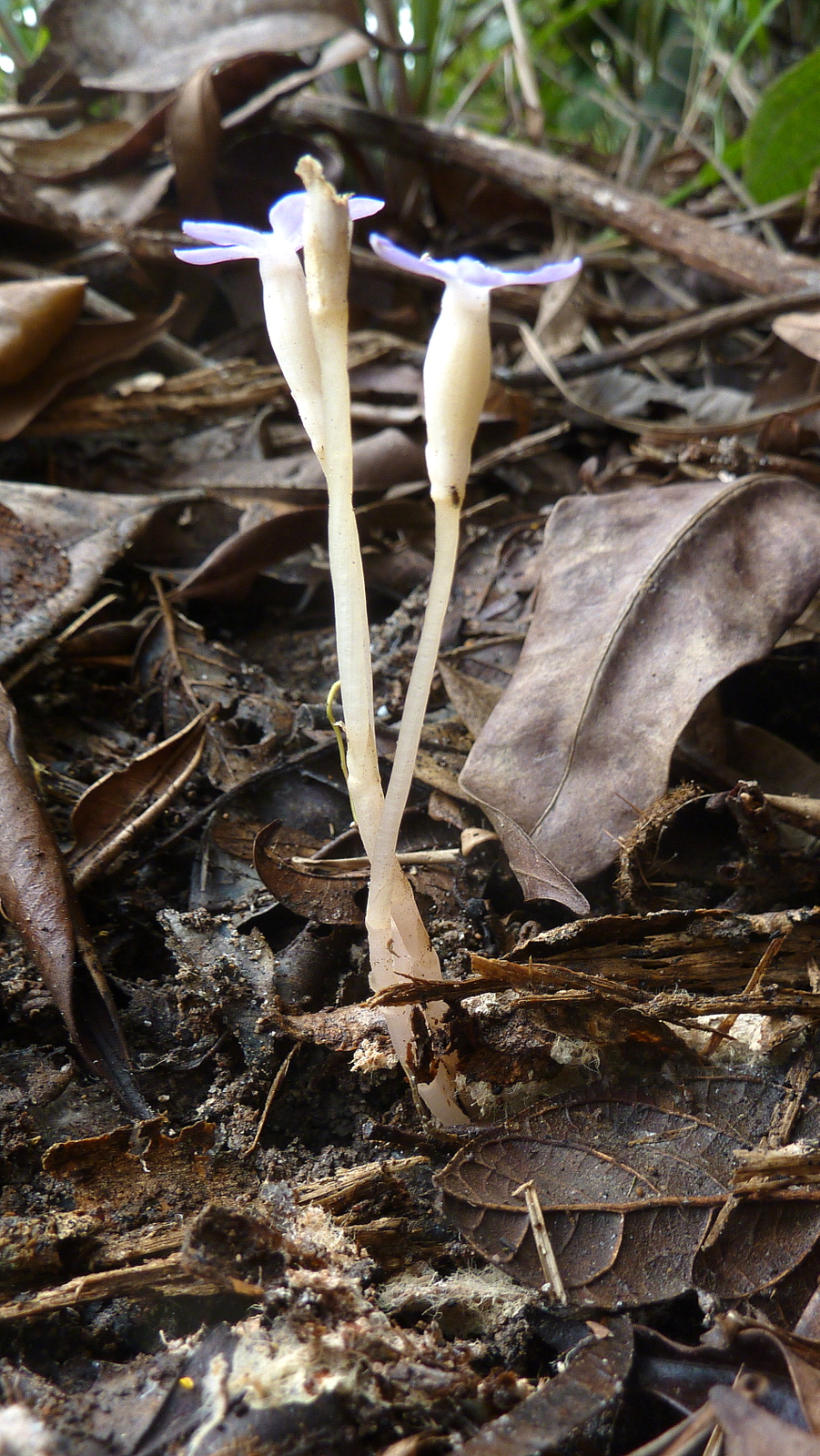
Voyria caerulea Aubl.
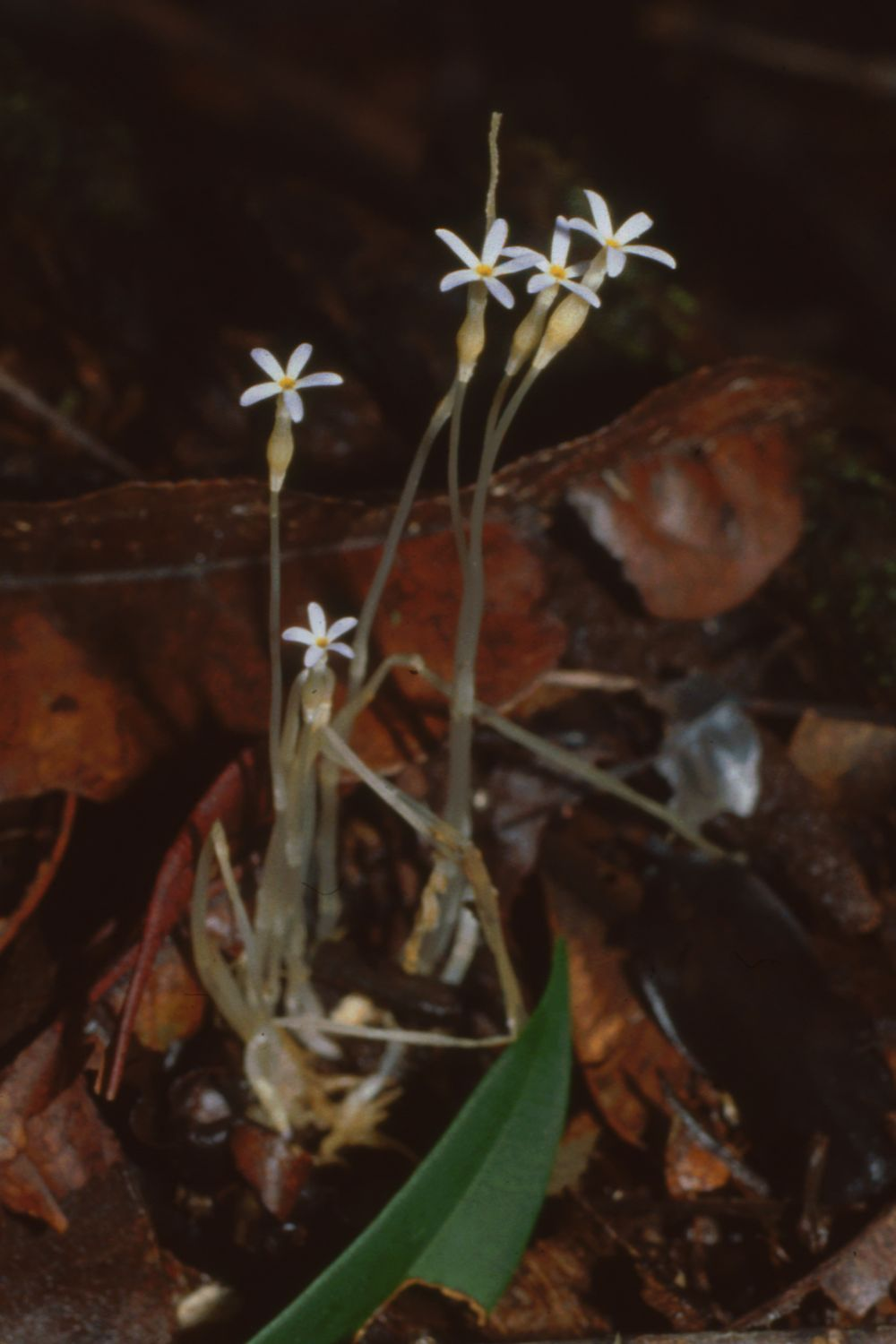
Voyria tenella Guild. ex Hook. (1829)

## Espèces
Selon GBIF (07 février 2024) :
- Leiphaimos ulei Gilg ex Ule
- Voyria acuminata Benth.
- Voyria alba (Standl.) L.O.Williams
- Voyria alvesiana E.F.Guim., T.S.Mendes & N.G.Silva
- Voyria aphylla (Jacq.) Pers.
- Voyria aurantiaca Splitg.
  - Voyria aurantiaca subsp. aurantiaca 
  - Voyria aurantiaca subsp. monantha J.S.Pringle
- Voyria bicolor H.Maas & O.Lachenaud
- Voyria caerulea Aubl.
- Voyria chionea Benth.
- Voyria clavata Splitg.
- Voyria corymbosa Splitg.
- Voyria crucitasensis Y.Guillén & G.Vargas
- Voyria flavescens Griseb.
- Voyria kupperi (Suess.) Ruyters & Maas
- Voyria obconica Progel
- Voyria parasitica (Schltdl. & Cham.) Ruyters & Maas
- Voyria pittieri (Standl.) L.O.Williams
- Voyria primuloides Baker
- Voyria pulcherrima (Standl.) L.O.Williams
- Voyria rosea Aubl.
- Voyria spruceana Benth.
- Voyria tenella Guilding ex Hook.
- Voyria tenera Hook., 1829
- Voyria tenuiflora Griseb.
- Voyria truncata (Standl.) Standl. & Steyerm.
- Voyria umbraticola L.O.Williams

Selon Tropicos (07 février 2024) (Attention liste brute contenant possiblement des synonymes) :
- Voyria acuminata Benth., 1840
- Voyria alba (Standl.) L.O. Williams, 1968
- Voyria allenii Steyerm., 1941
- Voyria alvesiana E.F. Guim., T.S. Mendes & N.G. Silva, 2018
- Voyria angustiflora Steud., 1843
- Voyria angustiloba Spruce ex Benth., 1854
- Voyria aphylla (Jacq.) Pers., 1805
- Voyria araguensis H. Karst., 1857
- Voyria aurantiaca Splitg., 1840
- Voyria bicolor H. Maas & O. Lachenaud, 2022
- Voyria bilobata A. Robyns, 1968 [1969]
- Voyria brachyloba Griseb., 1866
- Voyria breviflora Lam., 1797
- Voyria caerulea Aubl., 1775
- Voyria calycina Splitg. ex C. DC., 1845
- Voyria chionea Benth., 1854
- Voyria clavata Splitg., 1840
- Voyria corymbosa Splitg., 1840
- Voyria crucitasensis Y. Guillén & G. Vargas, 2014
- Voyria disadenantha Griseb., 1866
- Voyria flavescens Griseb., 1845
- Voyria grandiflora Gilg-Ben., 1934
- Voyria kupperi (Suess.) Ruyters & Maas, 1981
- Voyria leucantha Miq., 1849
- Voyria macrantha Killip, 1936
- Voyria mexicana Griseb., 1839 [1838]
- Voyria nivea Miq., 1847 [1846]
- Voyria nuda Splitg., 1840
- Voyria obconica Progel, 1865
- Voyria pallida Garcke, 1849
- Voyria parasitica (Schltdl. & Cham.) Ruyters & Maas, 1981
- Voyria parviflora Miq., 1849
- Voyria pittieri (Standl.) L.O. Williams, 1968
- Voyria platypetala Baker, 1894
- Voyria primuloides Baker, 1894
- Voyria pulcherrima (Standl.) L.O. Williams, 1968
- Voyria rhodochroa Sandwith, 1931
- Voyria rosea Aubl., 1775
- Voyria simplex Griseb., 1854
- Voyria spathacea Lam., 1797
- Voyria spruceana Benth., 1854
- Voyria stellata (Standl.) A. Robyns, 1968 [1969]
- Voyria sulphurea Progel, 1865
- Voyria tenella Hook., 1830 [1829]
- Voyria tenuiflora Griseb., 1845
- Voyria thalesioides (Standl.) L.O. Williams, 1968
- Voyria trinitensis Griseb., 1864 [1862]
- Voyria truncata (Standl.) Standl. & Steyerm., 1944
- Voyria umbraticola L.O. Williams
- Voyria uniflora Lam., 1797